# Saint-Georges-des-Coteaux
Saint-Georges-des-Coteaux /sɛ̃ʒɔʁʒdekɔˈto/ è un comune francese di 2 619 abitanti situato nel dipartimento della Charente Marittima nella regione della Nuova Aquitania.

## Società

### Evoluzione demografica
Abitanti censiti